# Núi Đôi (Sóc Sơn)
Núi Đôi Sóc Sơn là một cụm hai ngọn đồi nằm trên địa phận thị trấn Sóc Sơn, huyện Sóc Sơn, thành phố Hà Nội.

## Vị trí

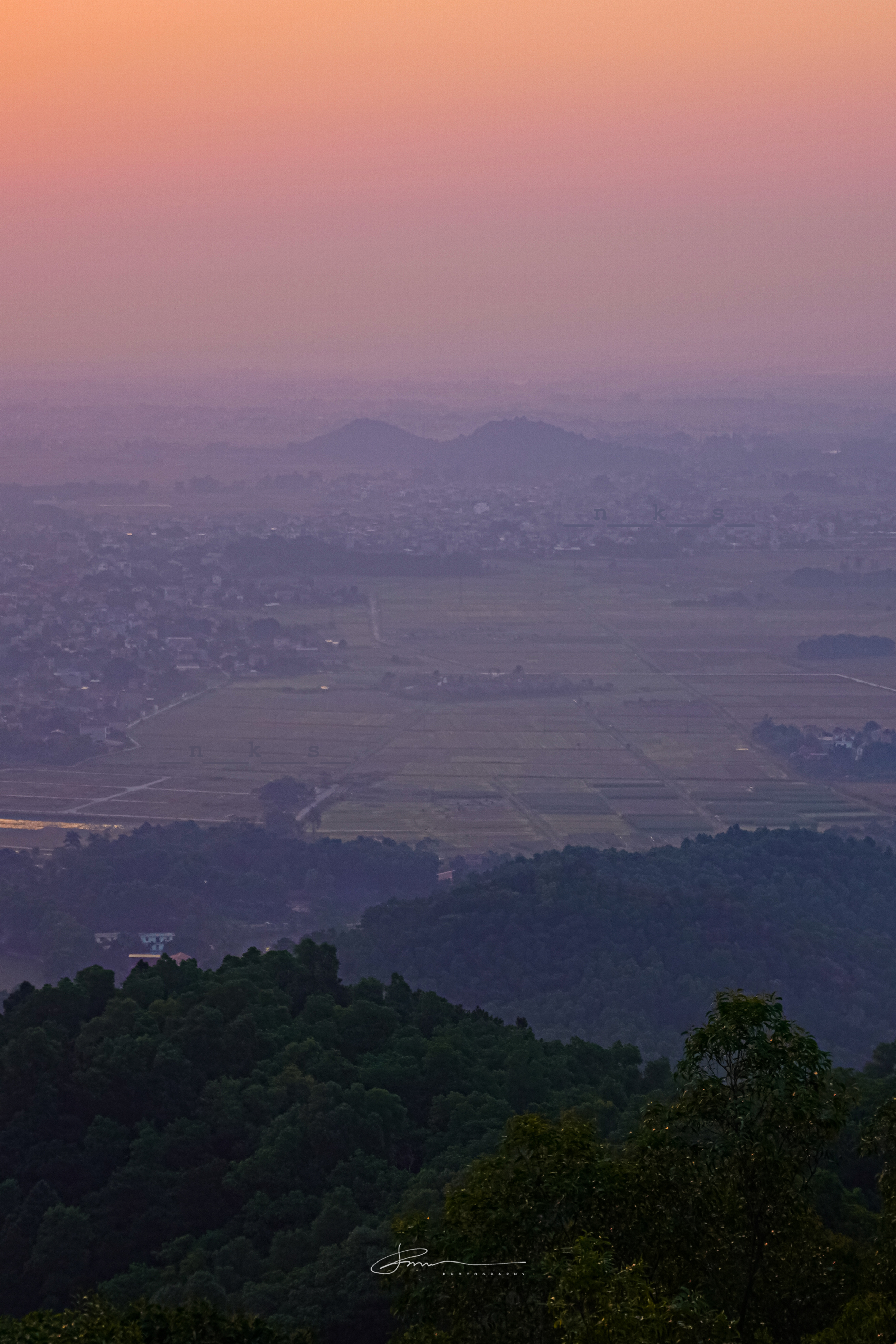
Núi Đôi và thị trấn Sóc Sơn nhìn từ đỉnh Núi Sóc

Núi Đôi nằm ở rìa phía đông của thị trấn Sóc Sơn, cách trung tâm thị trấn khoảng 1,2 km về phía Đông và cách trung tâm Hà Nội khoảng 30 km về phía Bắc. Đường 131 chạy dọc theo chân núi.

## Tên gọi
Gọi là núi Đôi vì ở đây có hai quả đồi nằm cạnh nhau giữa vùng đồng bằng trống trải. Đây là một trong hai địa danh nổi tiếng mang tên "Núi Đôi" của Việt Nam; tuy nhiên khác với Núi Đôi Quản Bạ, hai ngọn của Núi Đôi Sóc Sơn không hoàn toàn đối xứng nhau.

## Đặc điểm tự nhiên

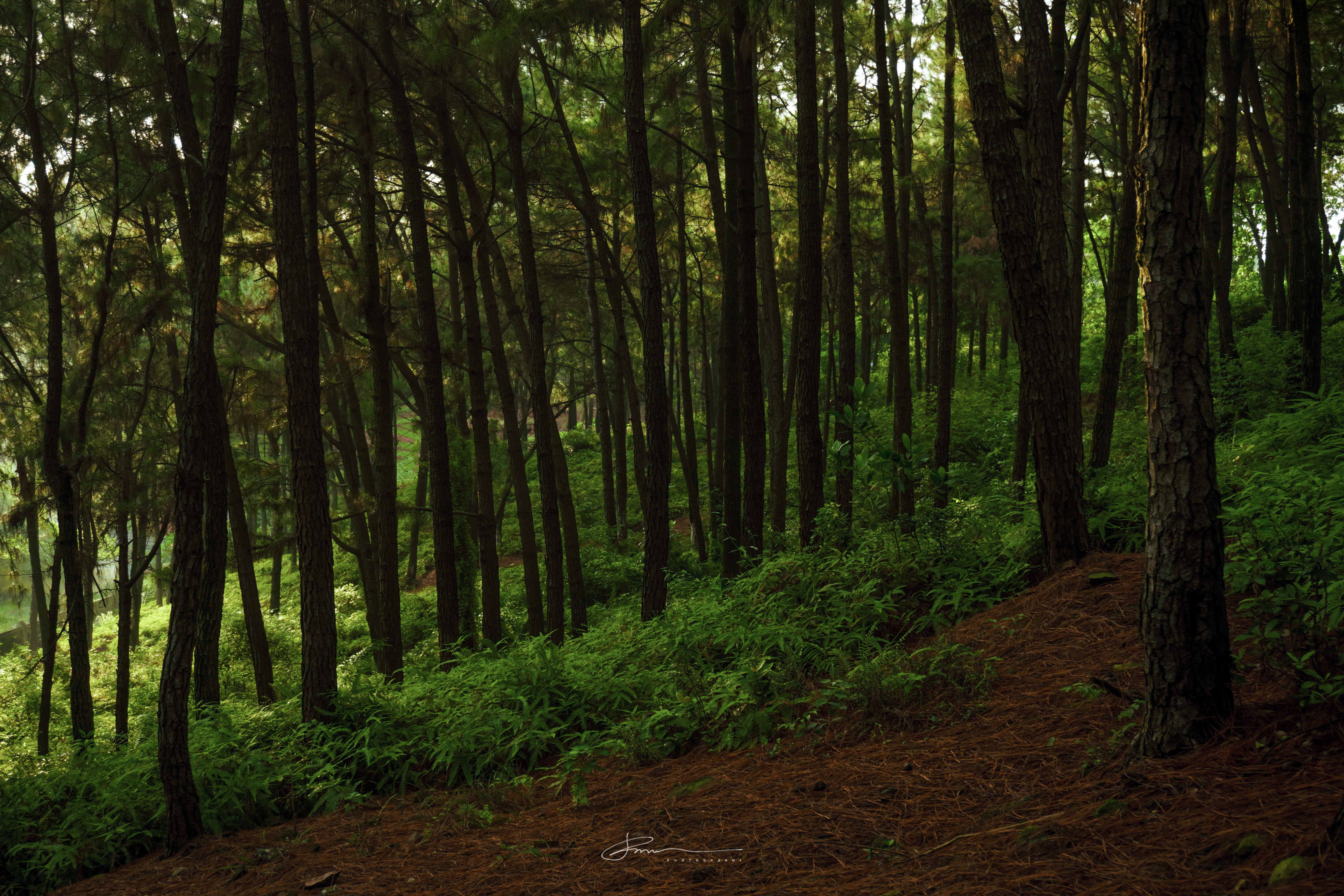
Rừng thông trên núi Đôi với thảm guột phủ dưới nền rừng.

Núi Đôi Sóc Sơn gồm hai ngọn đồi nằm dọc theo trục Đông-Tây có tổng diện tích khoảng 0,12 km², độ cao khoảng 50m. Ngọn phía đông có diện tích nhỏ nhưng lại cao hơn ngọn phía tây. Đây là vùng gò đồi thấp cuối cùng của vùng núi Sóc, tiếp nối với dãy Tam Đảo. Loại đất chính ở đây là đất feralit.
Rừng trên núi là rừng tự nhiên xen kẽ rừng trồng với các cây lớn tầng trên chủ yếu gồm thông và bạch đàn. Cây guột mọc thành lớp dày đặc dưới tán rừng, xen kẽ những khoảng đồi trống phủ lá thông là cảnh quan đặc trưng của vùng đồi núi ở Sóc Sơn cũng xuất hiện ở đây. Động vật trên núi chủ yếu là các loài gặm nhấm nhỏ, chim và côn trùng.

## Núi Đôi trong văn hóa

### Dân gian
Núi Đôi nằm giữa vùng Đồng bằng sông Hồng trù phú và có lịch sử văn hóa lâu đời. Bên cạnh núi Đôi là làng Xuân Dục - một làng cổ, bằng chứng là đình làng ở đây vẫn còn giữ tập tục thờ Lạc Long Quân và Âu Cơ - điều khá hiếm thấy ở các làng khác của đồng bằng sông Hồng.
Tương truyền rằng, vào thời Hùng Vương, có một cánh quân của Thánh Gióng do tướng Hữu Lâm chỉ huy, một buổi chiều giáp Tết hành quân qua Xuân Đán Trang. Vị chủ tướng thấy nơi đây có rừng già, phong cảnh đẹp bèn cho quân dừng chân nghỉ lại. Để quân dân cùng vui, dân làng đem cơm nắm, cà muối ra thết nghĩa quân (nay ở Xuân Dục còn có địa danh Rừng Cơm).
Tục húc cầu ở Xuân Dục được giải thích là bắt nguồn từ bộ tướng của Thánh Gióng trên đường đi đánh giặc dừng chân ở làng, dạy cho trẻ làng. Tuy nhiên, các nhà nghiên cứu cho rằng, bản chất của tục này là tín ngưỡng thờ Mặt Trời - một dạng tín ngưỡng của nền văn minh lúa nước, cầu mưa thuận gió hòa và được mùa, thể hiện ở nhiều chi tiết như quả cầu được sơn màu đỏ, húc cầu chơi vào giữa buổi trưa, hai lồ cầu theo chiều Đông-Tây - chiều chuyển động của Mặt Trời, quả cầu được ngâm dưới ao suốt năm,....
Làng Xuân Dục bao gồm 2 cụm dân cư khác nhau với núi Đôi ở giữa. Cụm phía Đông là cụm chính, có đình và chùa của làng, gọi là Xuân Dục Đông; cụm phía Tây là cụm phụ, gọi là Xuân Đoài.
Về nguồn gốc của núi Đôi, truyền thuyết phổ biến nhất còn được cư dân quanh vùng lưu giữ kể rằng Núi Đôi được tạo thành từ hai gánh đất bị đứt của người khổng lồ. Tuy nhiên, truyền thuyết này có rất nhiều dị bản và không có bản thể đầy đủ để kể thành một câu chuyện, chỉ được truyền miệng trong dân gian.

### Cận đại và hiện đại
Núi Đôi cũng là nơi diễn ra nhiều trận chiến ác liệt trong hai cuộc kháng chiến chống Pháp và chống Mỹ.
Thời kháng chiến, đây từng là căn cứ quân sự của giặc Pháp. Trong khu vực núi Đôi hiện còn tồn tại khoảng 10 tàn tích các đồn bốt quân sự bằng đá và gạch nằm rải rác với hệ thống hầm ngầm dưới lòng đất.

Núi Đôi còn xuất hiện trong văn học và nghệ thuật thời chiến, điển hình là bài thơ Núi Đôi của Vũ Cao: 
. . .
Lối ta đi giữa hai sườn núi
Đôi ngọn nên làng gọi núi Đôi
Em vẫn đùa anh: sao khéo thế
Núi chồng núi vợ đứng song đôi!

. . .
Bài thơ được Vũ Cao lấy cảm hứng từ một lần ông công tác tại sư đoàn 312, đóng quân ở Sóc Sơn, được người dân làng Xuân Dục kể về chuyện tình của nữ liệt sĩ Trần Thị Bắc trong Kháng Chiến Chống Pháp.

## Hình ảnh

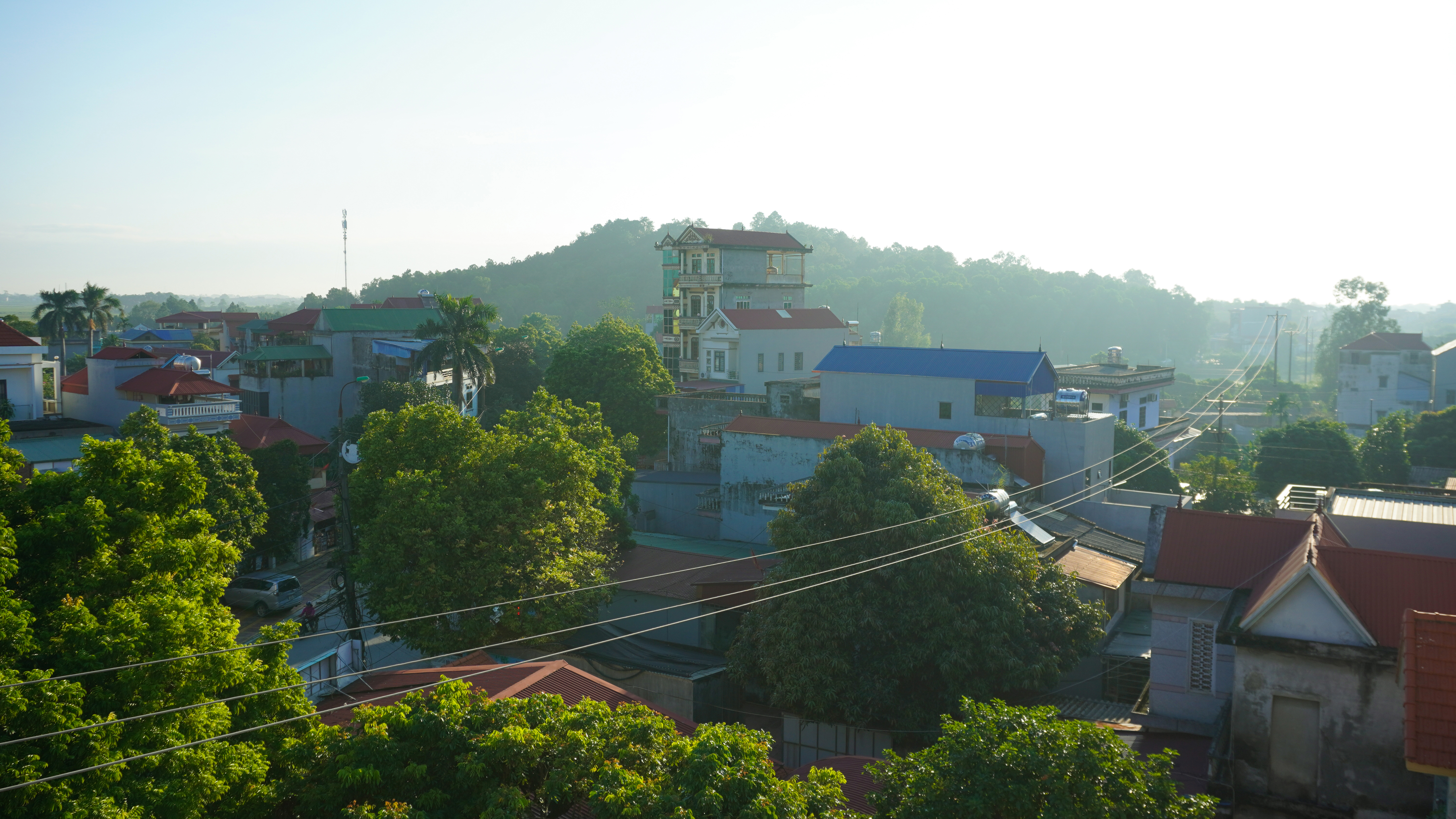
Núi Đôi nhìn từ thị trấn Sóc Sơn
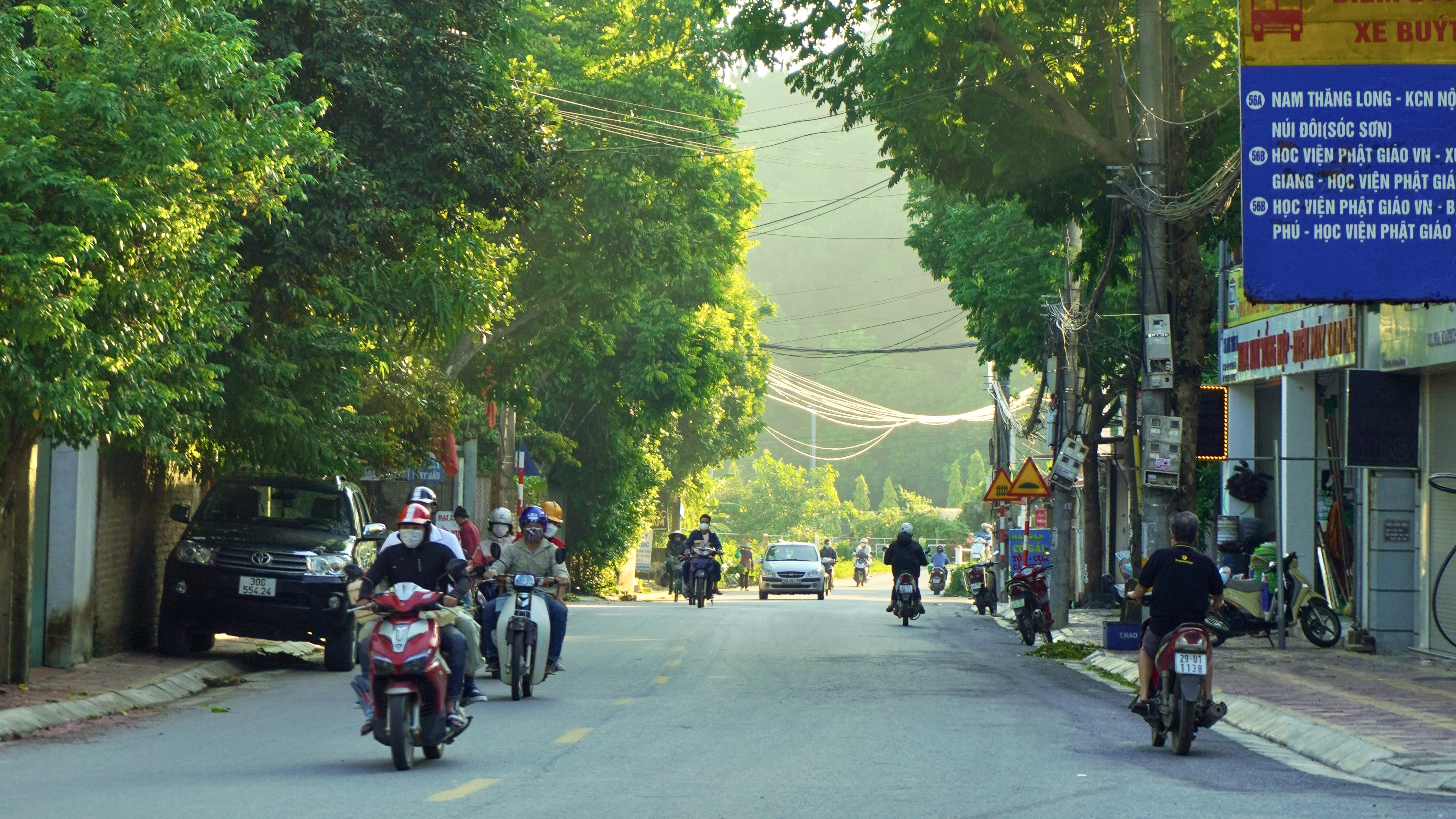
Đường Núi Đôi (tên một con phố của thị trấn Sóc Sơn) và núi Đôi
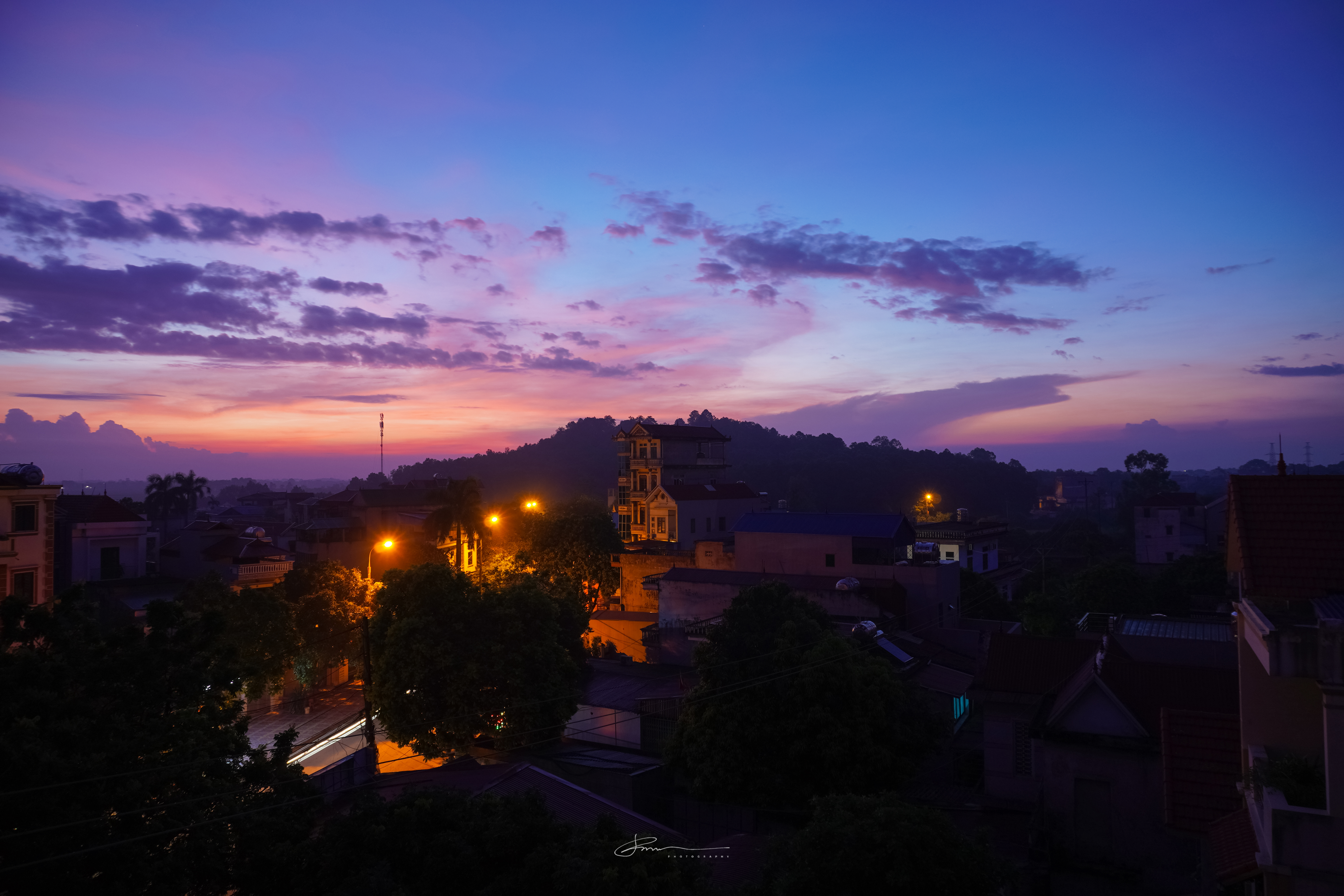
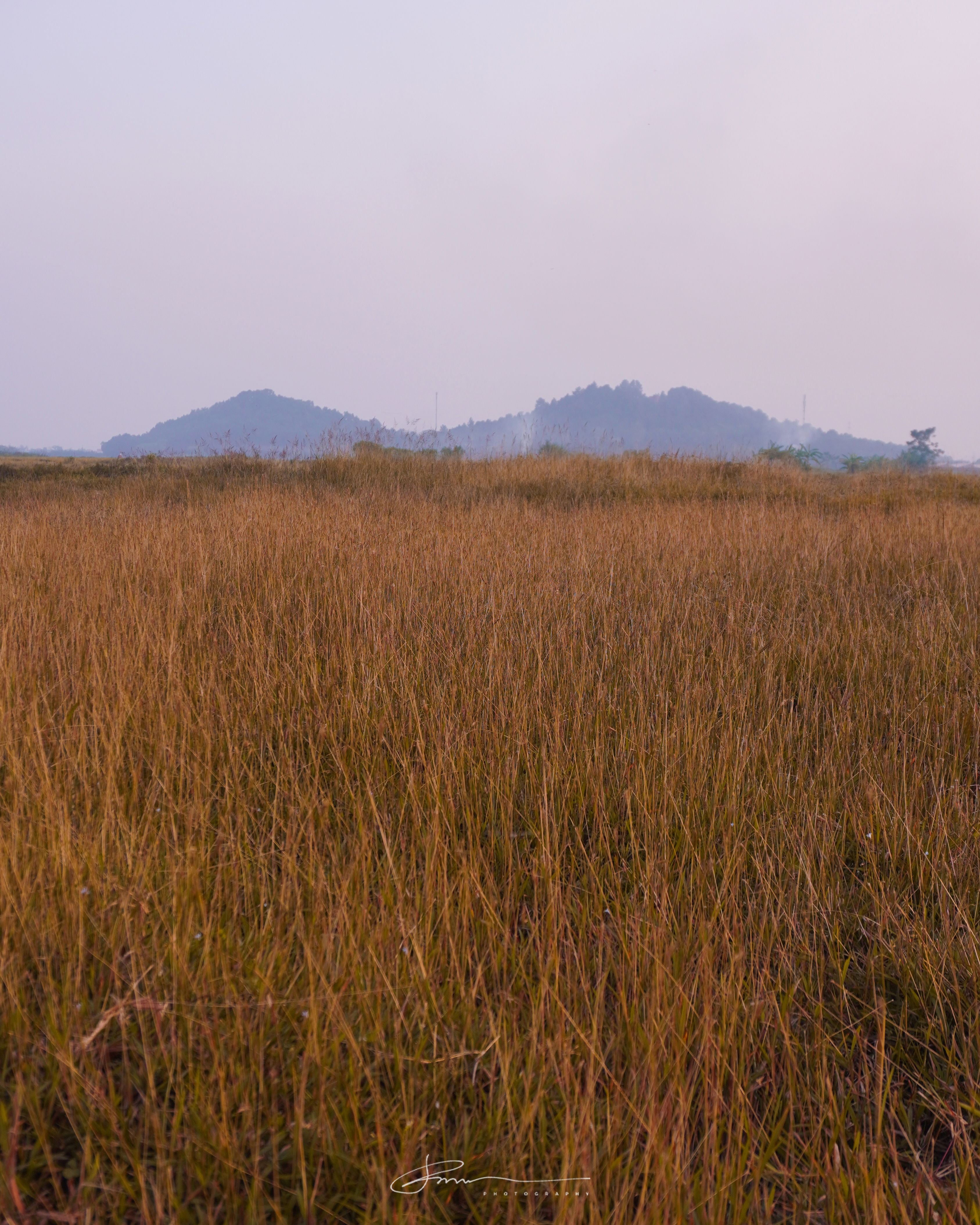
Núi Đôi nhìn từ xa
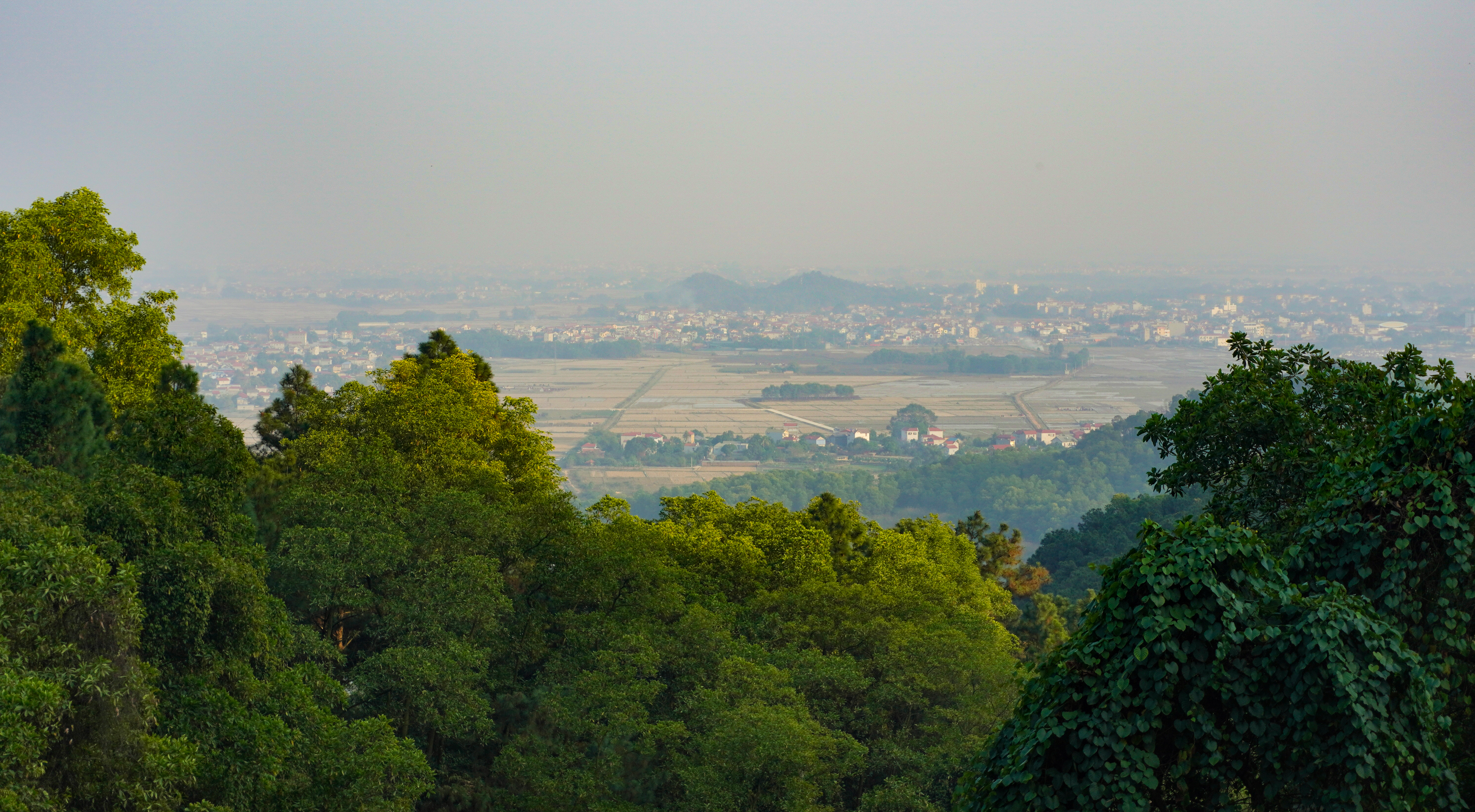
Núi Đôi nhìn từ đèo Vệ Linh (trên Núi Sóc)
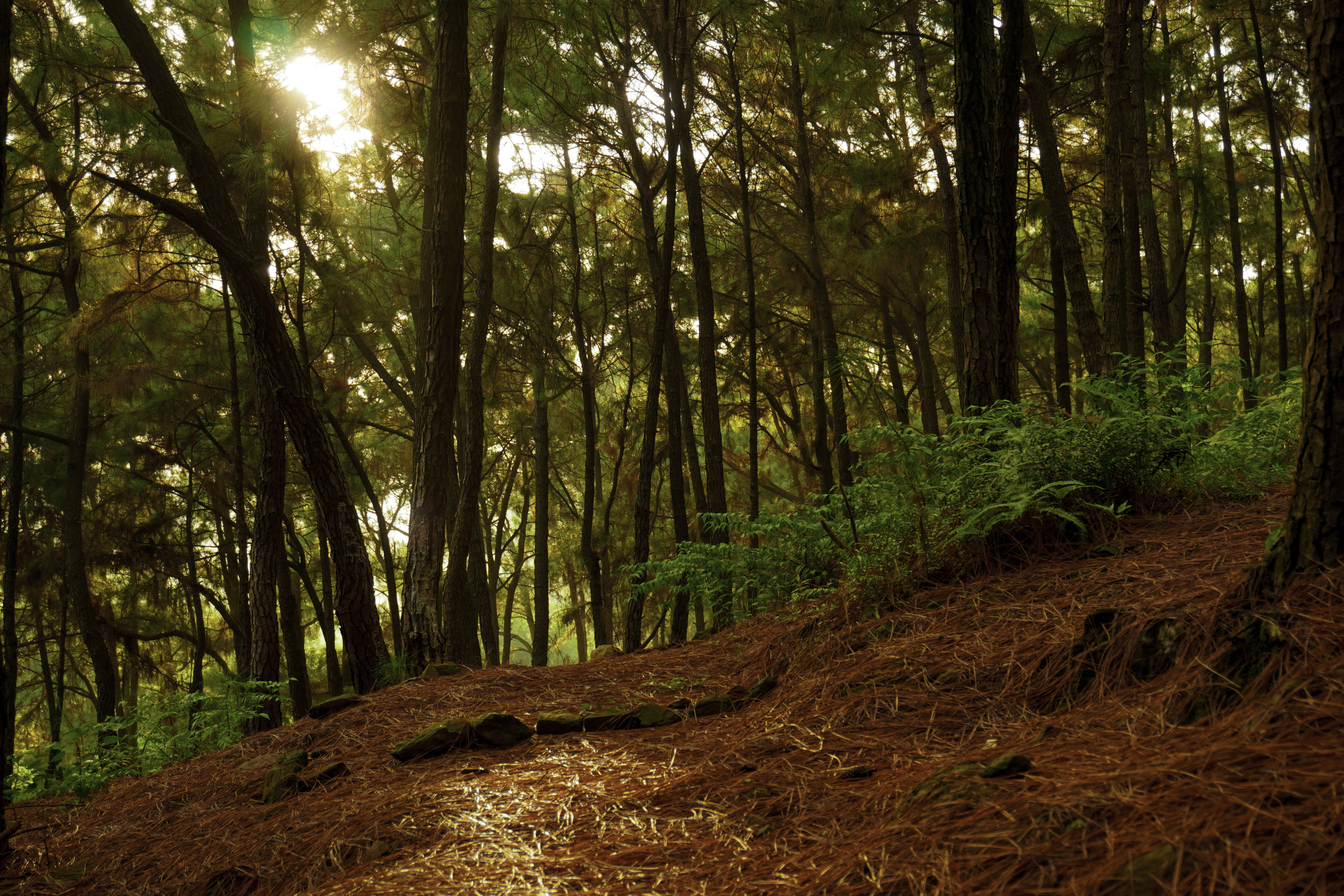
Rừng thông trên núi
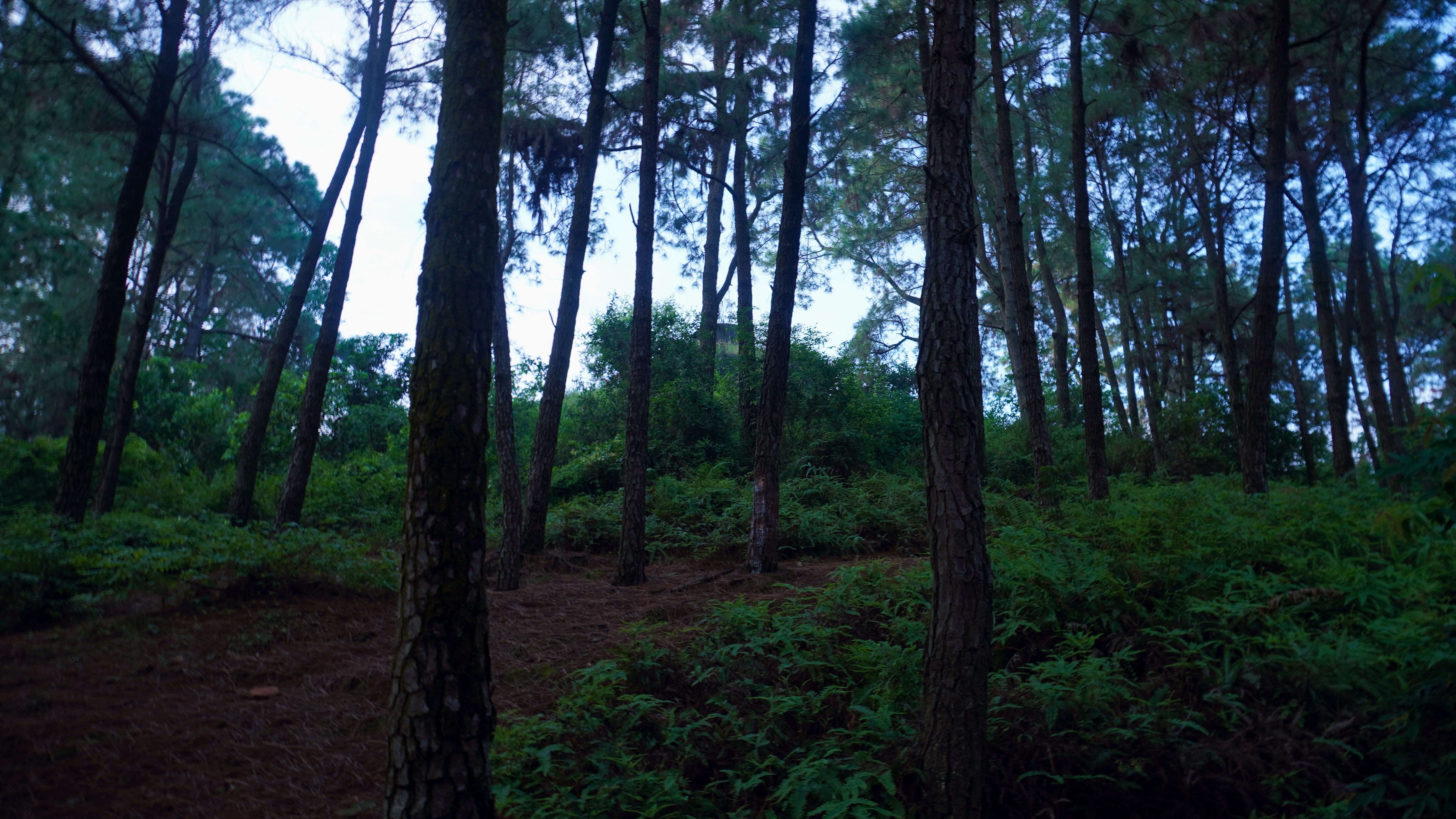
Lô cốt trên núi Đôi bị cây cối bao phủ